# Syllectra erycata
Syllectra erycata är en fjärilsart som beskrevs av Stoll 1780. Syllectra erycata ingår i släktet Syllectra och familjen nattflyn. Inga underarter finns listade i Catalogue of Life.

## Bildgalleri

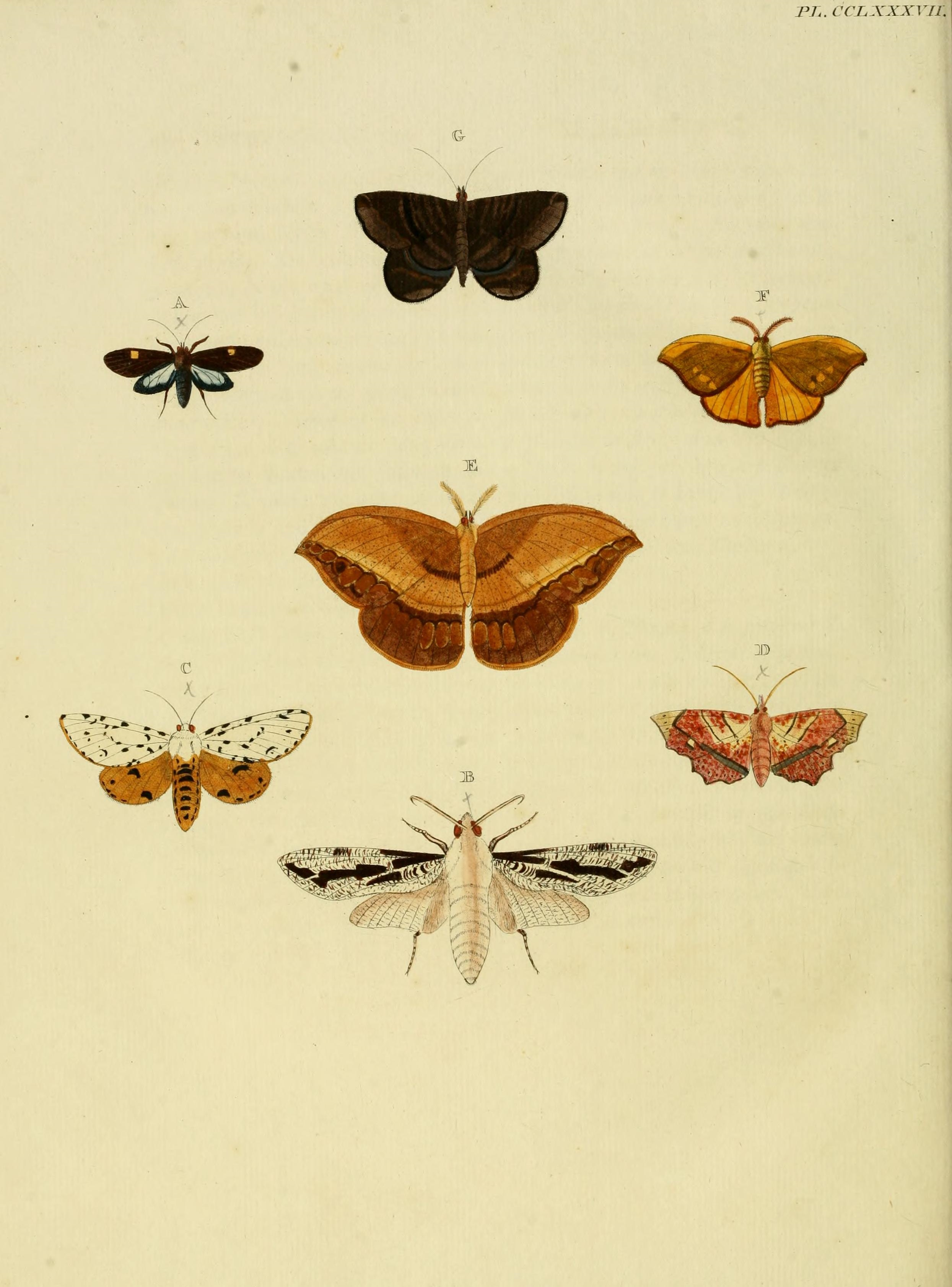
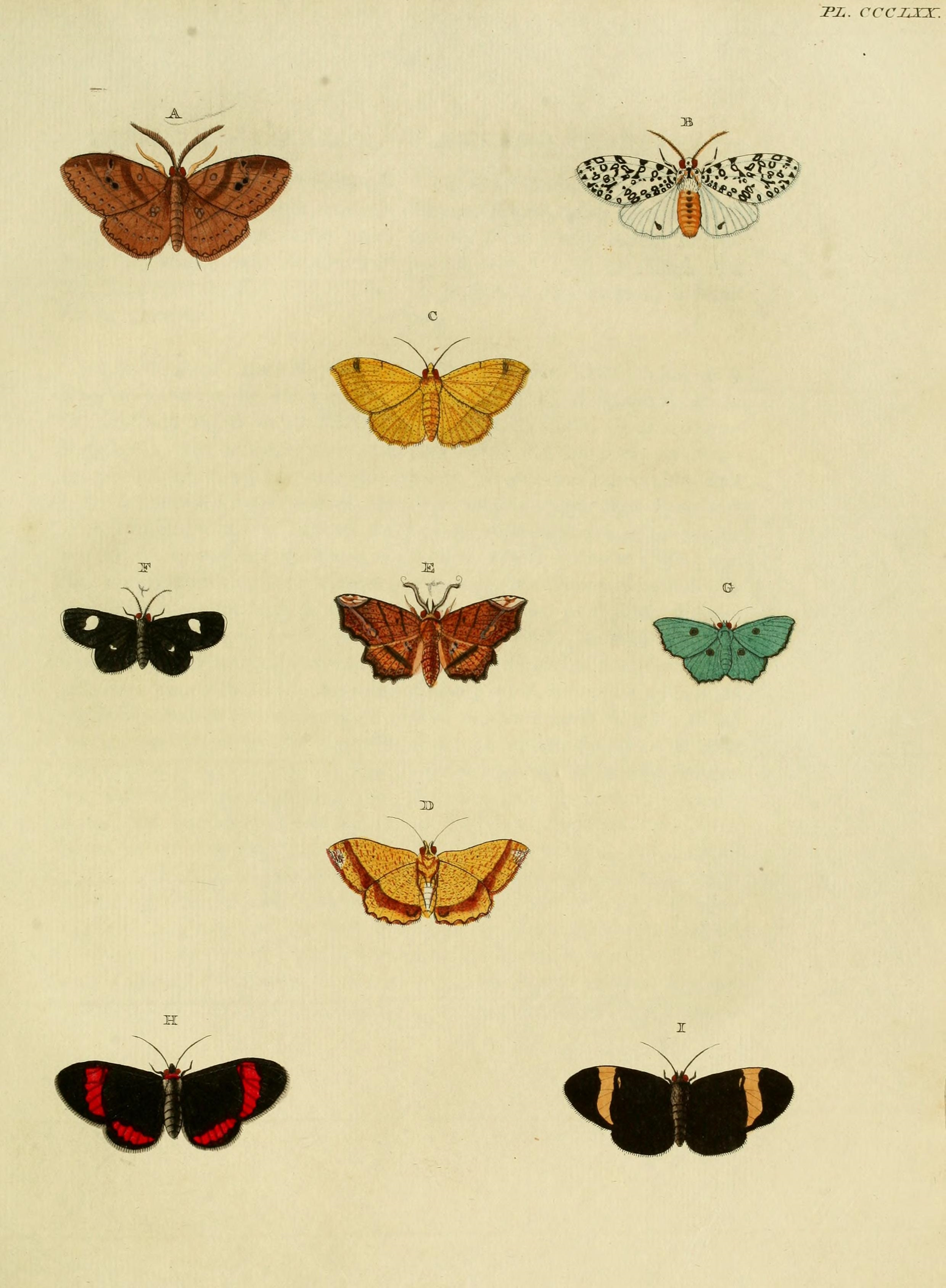